# Линия Чёнкуаньоу
Линия Чёнкуаньоу (Tseung Kwan O Line, 將軍澳綫) — одна из десяти линий Гонконгского метрополитена — самой оживлённой системы общественного транспорта города. Она пролегает от района Норт-Пойнт на северо-восточном побережье острова Гонконг (Восточный округ) до районов Чёнкуаньоу и LOHAS Park в округе Сайкун на Новых территориях. Линия Чёнкуаньоу открылась 4 августа 2002 года, имеет длину 12,3 км (ширина колеи — 1432 мм), восемь станций, средняя продолжительность поездки — 15 минут. На схематических картах MTR обозначается пурпурно-фиолетовым цветом. На линии работают электропоезда Rotem EMU (K-Train) корейско-японского производства и Metro Cammell EMU (M-Train) британского производства. На всех станциях линии установлены платформенные раздвижные двери.

## История
Впервые линия Чёнкуаньоу была запланирована в 1981 году для улучшения транспортного сообщения с новым городом Чёнкуаньоу. Предполагалось расширить линию Куньтхон от строящейся станции Ламтхинь в сторону новых жилых микрорайонов Чёнкуаньоу. Стоимость строительства была оценена в 3 млрд гонконгских долларов. В 1985 году правительство Гонконга одобрило проект 7-километровой линии от станции Ламтхинь до станции Чёнкуаньоу. Согласно плану, строительство должно было начаться в 1992 году и завершиться в 1996 году, но в августе 1990 года MTR Corporation отменила этот проект.
В 1993 году MTR Corporation повторно предложила проект линии Чёнкуаньоу, который правительство одобрило 20 октября 1998 года. Строительство линии, оцененное в 18 млрд гонк. долларов, началось в апреле 1999 года. В сентябре 2001 года открылся вспомогательный участок между станциями Куорри-Бей и Норт-Пойнт, в августе 2002 года открылся расширенный участок к новому городу Чёнкуаньоу. Линия между станциями Норт-Пойнт и Поулам имела длину 10,7 км и пять промежуточных станций. Она включила в свой состав участок под бухтой, построенный в 1989 году и ранее относившийся к линии Куньтхон. Сама линия Куньтхон была продлена до станций Яутхон и Тхиукинлэн, сливаясь на этом участке с линией Чёнкуаньоу. В 2006—2009 годах, рядом с депо Чёнкуаньоу, была построена новая станция ЛОХАС-Парк.

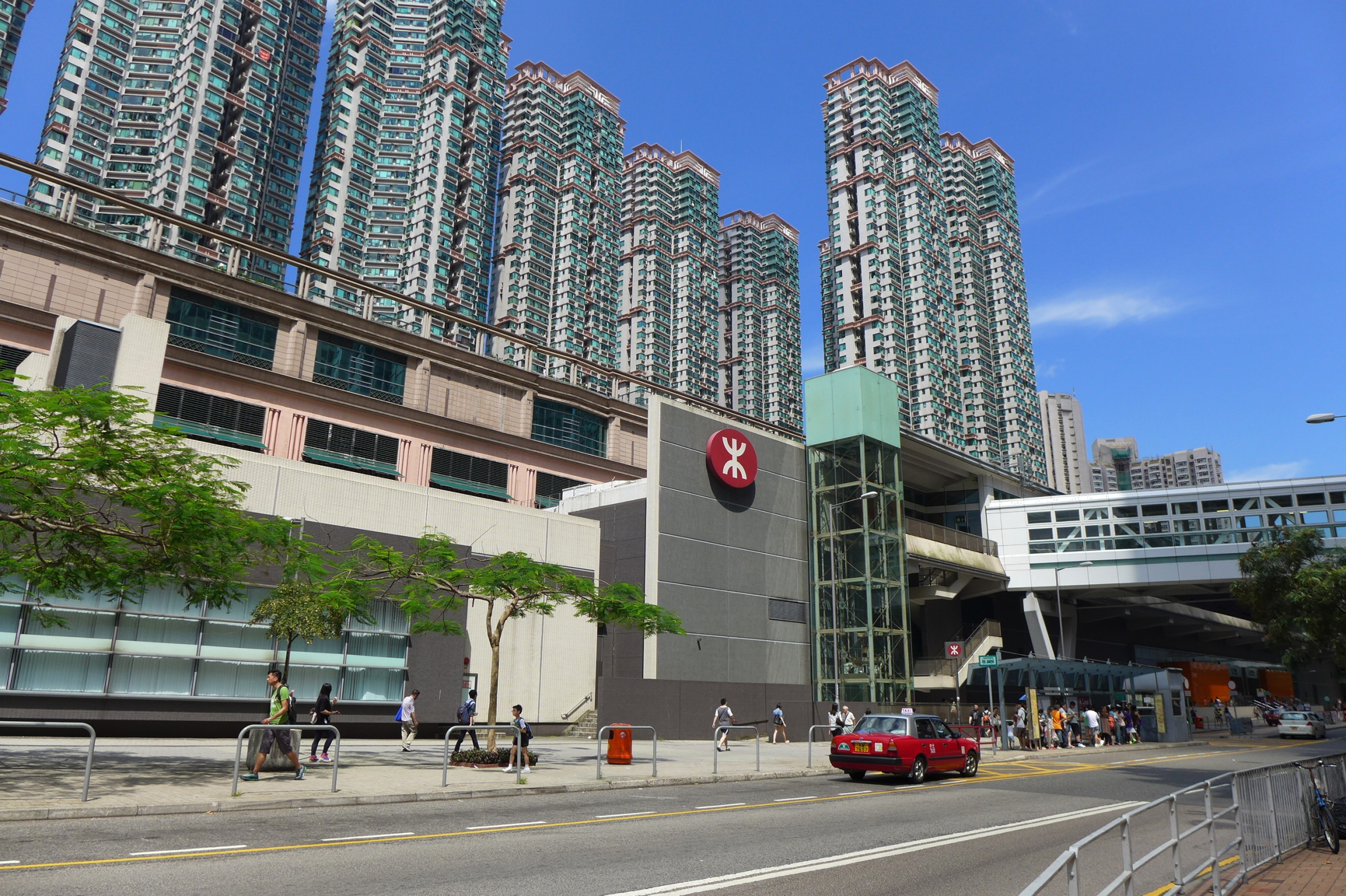
Станция Поулам
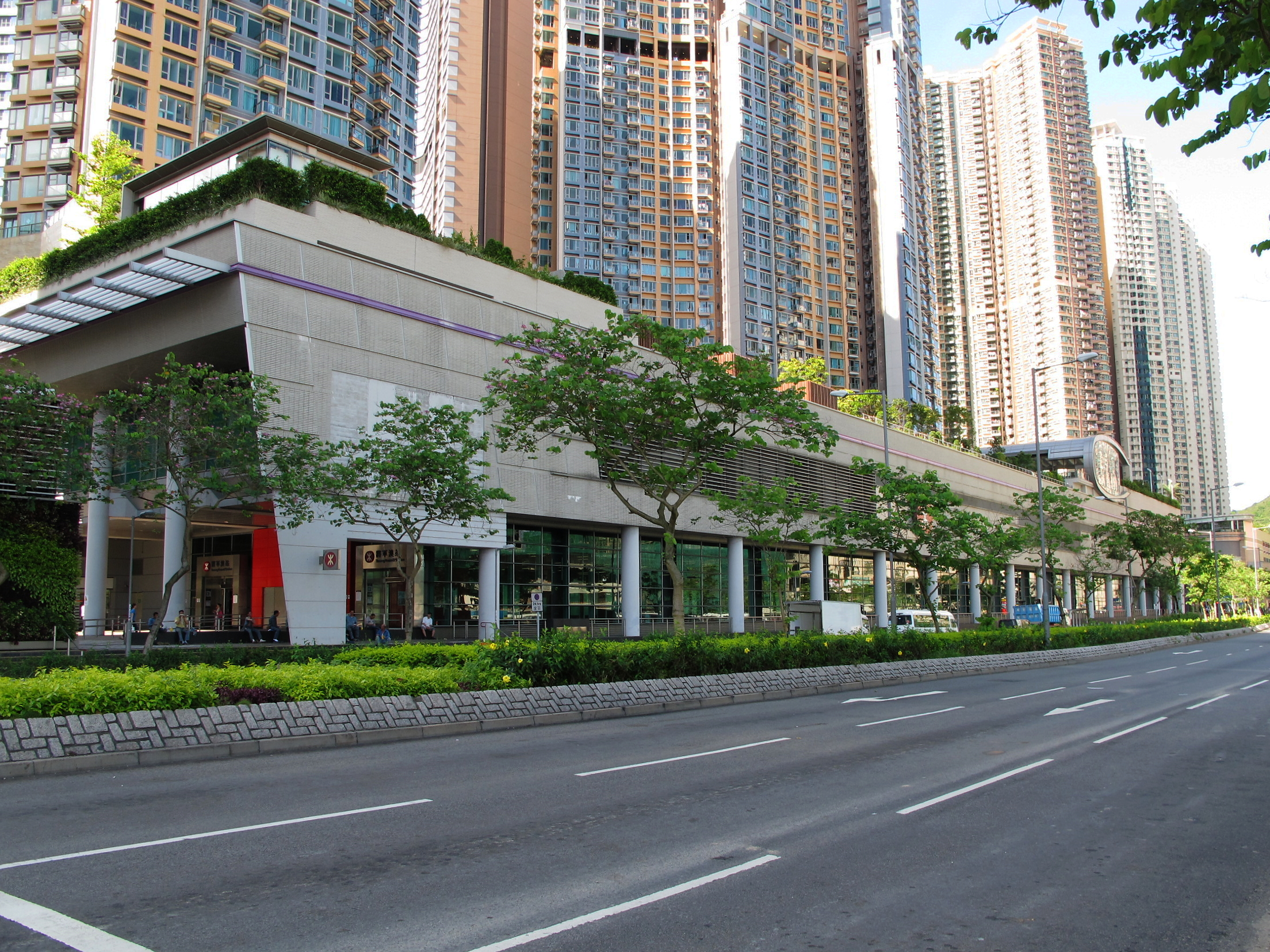
Станция Чёнкуаньоу
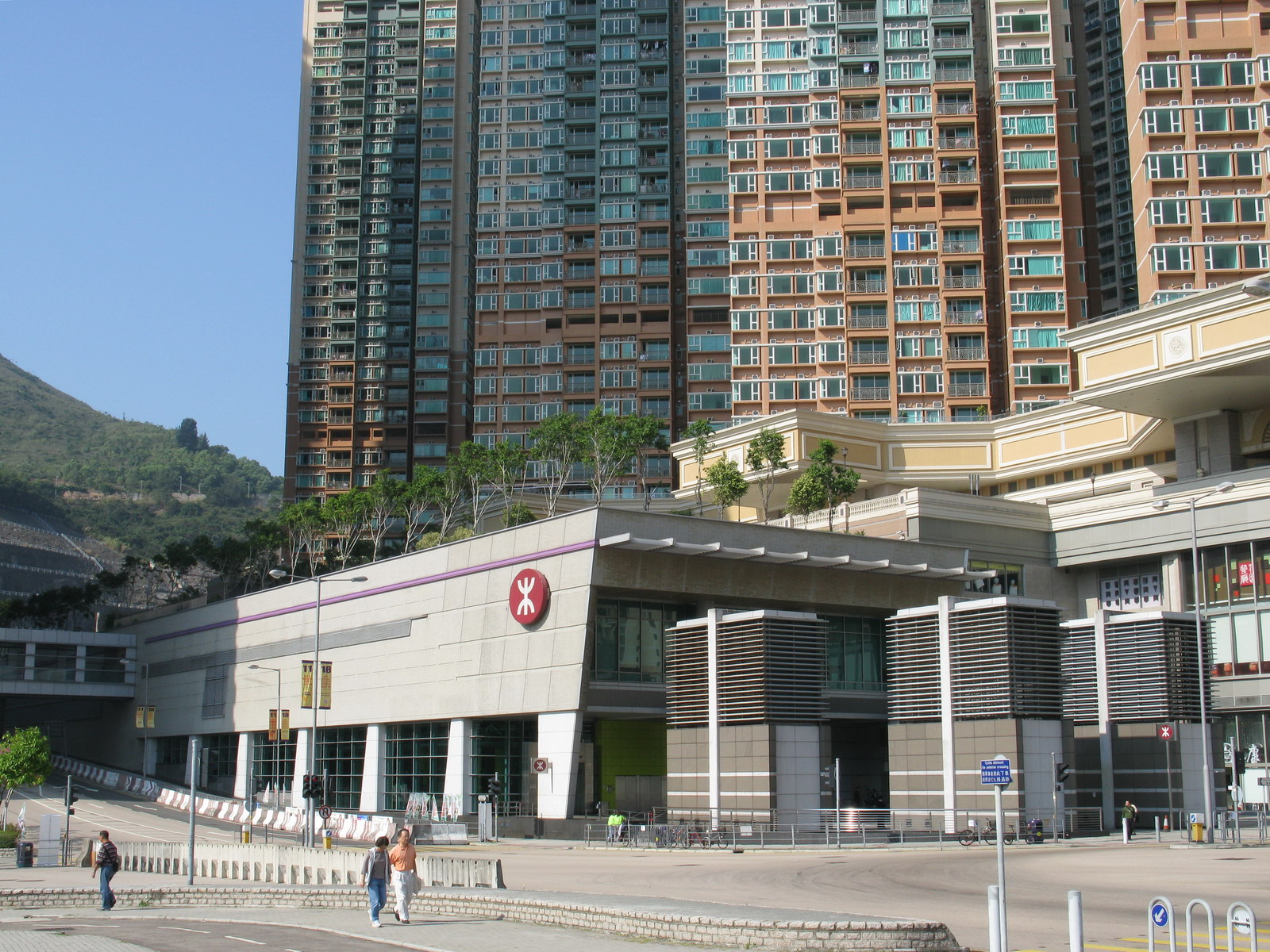
Станция Тхиукинлэн
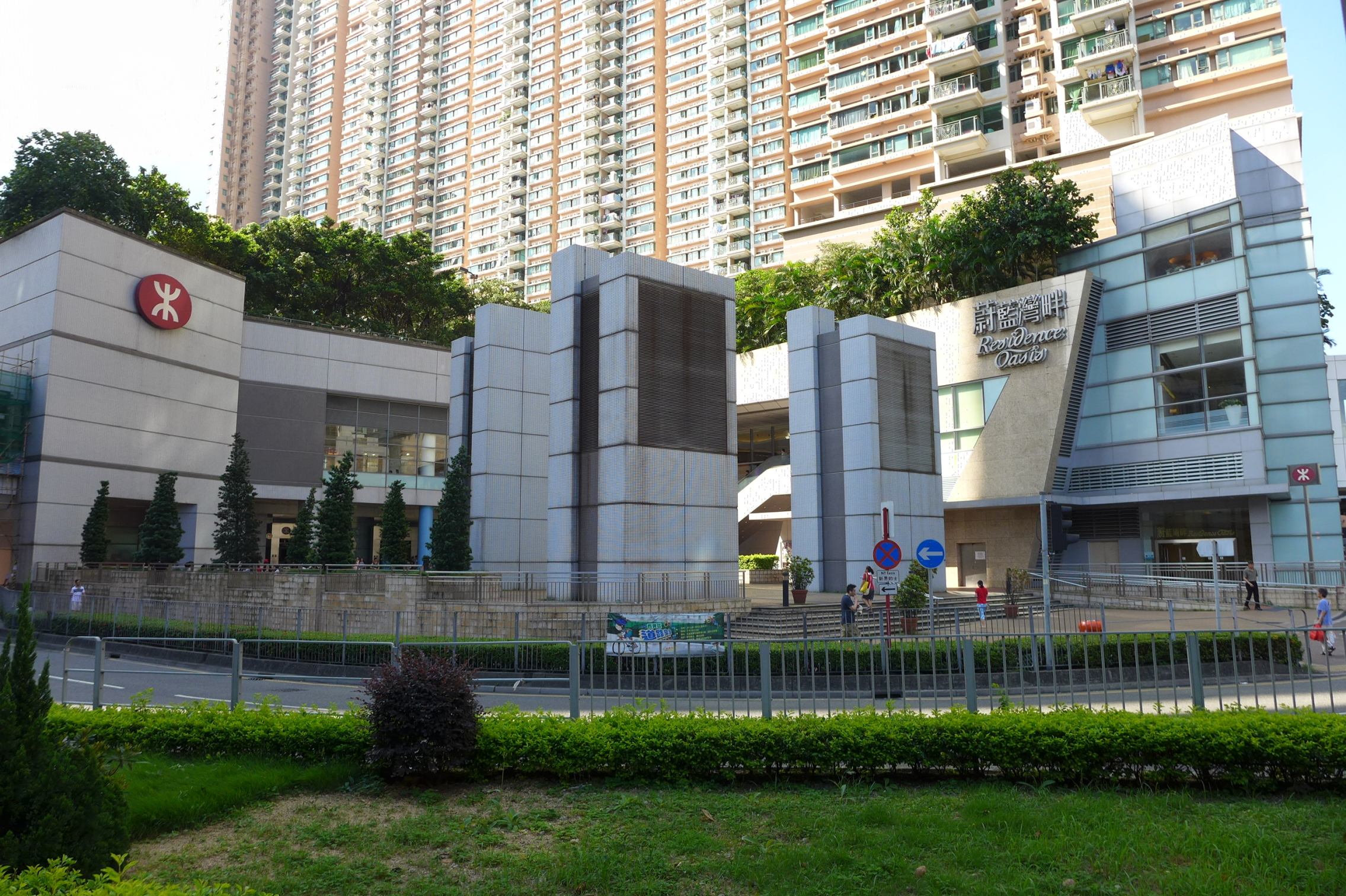
Станция Ханхау

## Маршрут
Линия Чёнкуаньоу связывает район Норт-Пойнт и новый город Чёнкуаньоу, пролегая между станциями Куорри-Бей и Яутхон под дном бухты Виктория по туннелю Истерн-харбор-кроссинг. От станции Яутхон линия проходит через туннели Блек-Хилл и прибывает на станцию Тхиукинлэн. После станции Чёнкуаньоу линия раздваивается — один участок следует на север к станции Поулам, а другой на юг к станции ЛОХАС-Парк. На станции ЛОХАС-Парк расположено депо, обслуживающее подвижной состав линии.
До строительства ветки к станции ЛОХАС-Парк вся линия Чёнкуаньоу проходила по туннелям (в отличие от других линий Гонконгского метро на ней отсутствуют участки, пролегающие по виадукам). После открытия участка к ЛОХАС-Парк на линии появились две небольшие секции, находящиеся на поверхности земли. Поскольку линия раздваивается, она относительно сложнее в управлении по сравнению с другими линиями метро. 2/3 поездов идут между станциями Поулам и Норт-Пойнт, на участке между ЛОХАС-Парк и Норт-Пойнт составы курсируют лишь в часы пик. В остальное время участок на ЛОХАС-Парк обслуживается поездами, следующими только до станции Тхиукинлэн с 12-минутными интервалами (пассажиры, следующие по этому участку и желающие продолжить поездку, обязаны сделать пересадку на станциях Чёнкуаньоу и Тхиукинлэн). 
В утренние часы пик на линии Чёнкуаньоу работает 15 поездов, которые ходят с интервалом в 2,5 минуты.

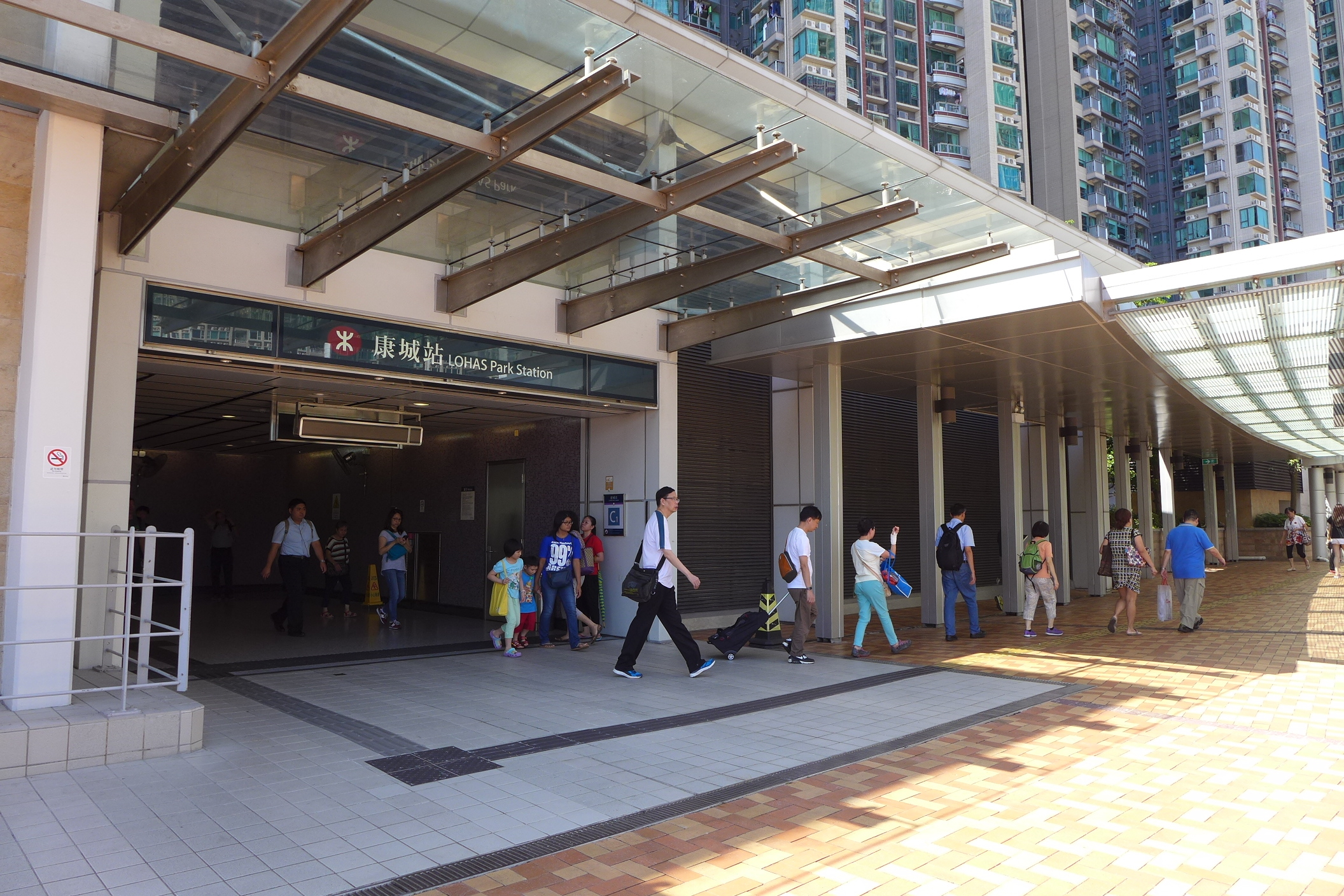
Станция ЛОХАС-Парк
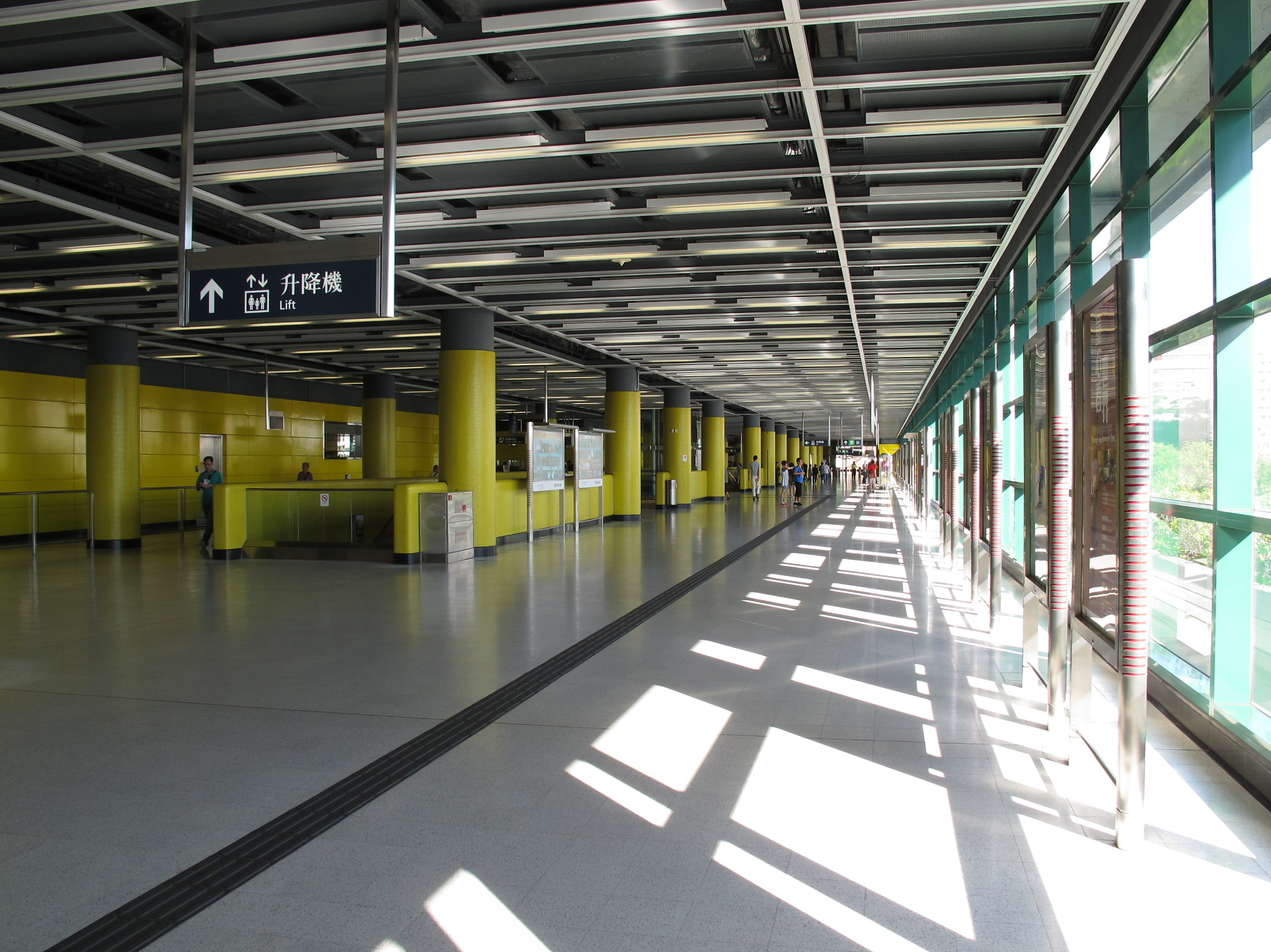
Станция Яутхон
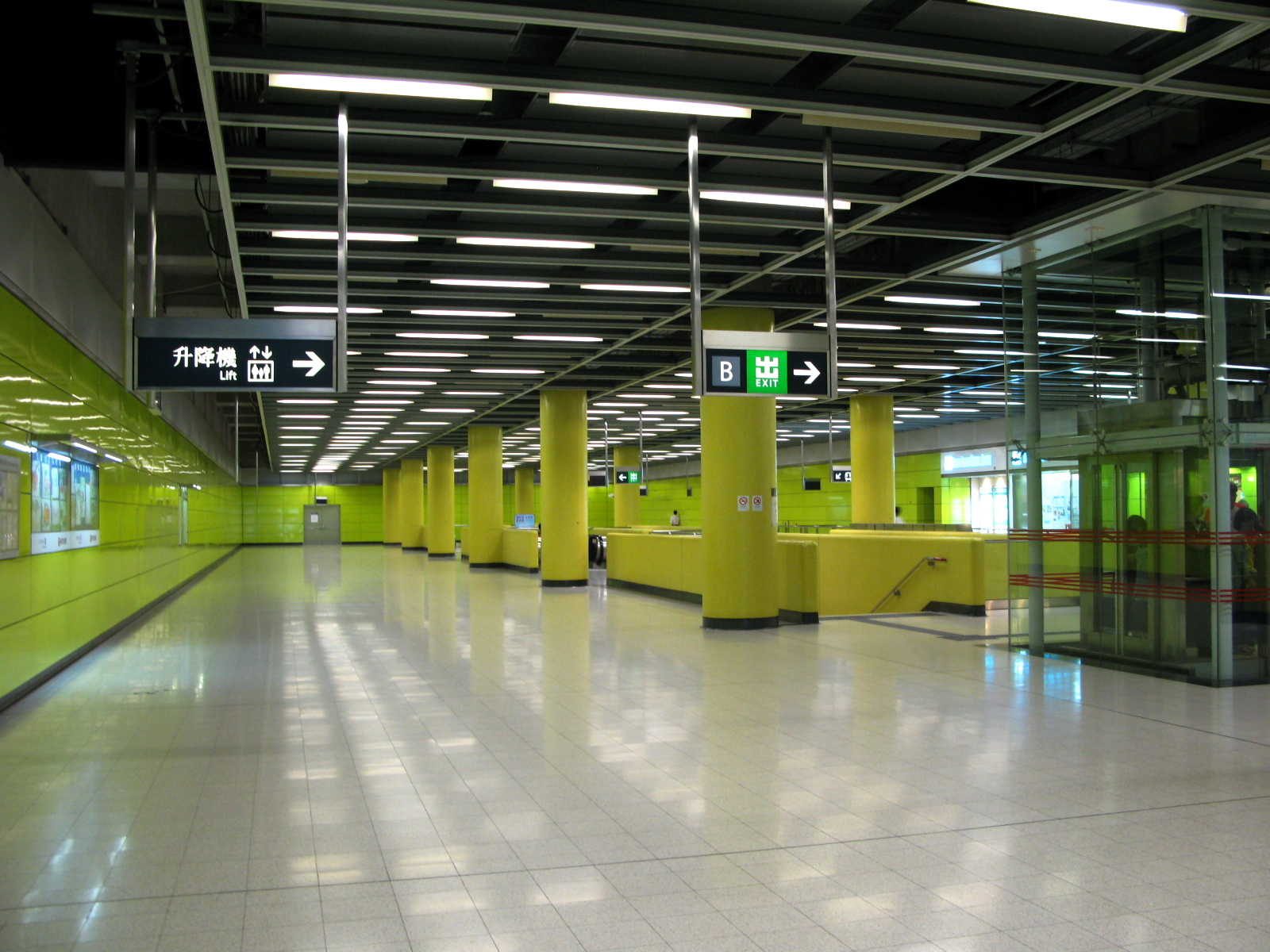
Станция Тхиукинлэн
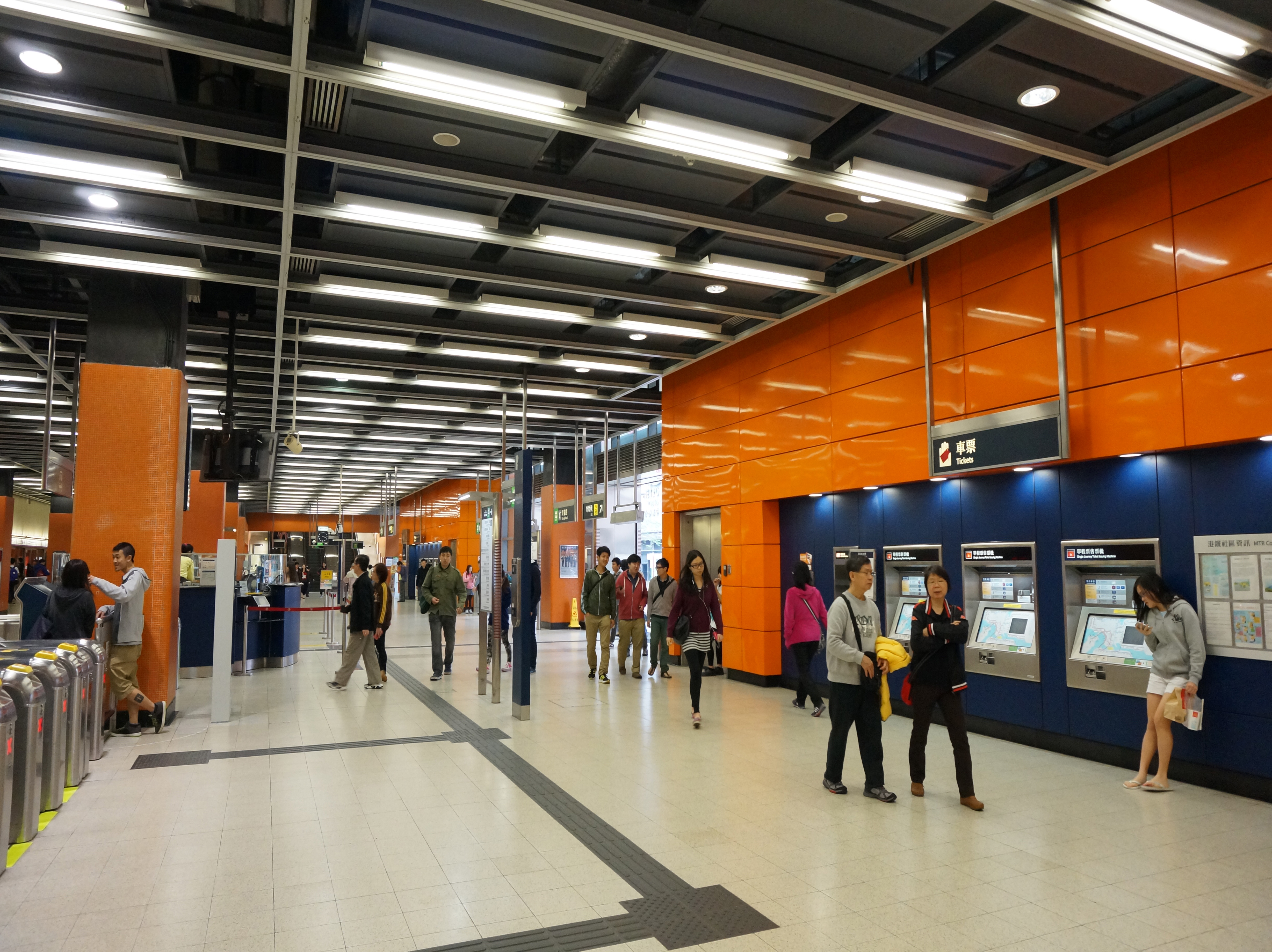
Станция Поулам

Имеются планы по строительству в районе Адмиралтейство станции Тамар, которая будет пересадочным узлом между продлёнными линиями Чёнкуаньоу и Тунчхун.

## Станции
На кросс-платформенных станциях Норт-Пойнт и Куорри-Бей можно пересесть на линию Айленд, на станциях Яутхон и Тхиукинлэн — на линию Куньтхон. Станции Яутхон, Поулам и ЛОХАС-Парк расположены на поверхности, но полностью ограждены, чтобы минимизировать шум по отношению к окружающим жилым кварталам. Остальные станции и пути находятся под землёй. 
| № | Название                           | Местоположение                        | Открытие              | Пересадка на линии |
| - | ---------------------------------- | ------------------------------------- | --------------------- | ------------------ |
| 1 | Норт-Пойнт (North Point, 北角)     | Норт-Пойнт (Восточный округ)          | 27 сентября 2001 года | Айленд             |
| 2 | Куорри-Бей (Quarry Bay, 鰂魚涌)    | Куорри-Бей (Восточный округ)          | 6 августа 1989 года   | Айленд             |
| 3 | Яутхон (Yau Tong, 油塘)            | Яутхон (округ Куньтхон)               | 4 августа 2002 года   | Куньтхон           |
| 4 | Тхиукинлэн (Tiu Keng Leng, 調景嶺) | Тхиукинлэн (округ Сайкун)             | 18 августа 2002 года  | Куньтхон           |
| 5 | Чёнкуаньоу (Tseung Kwan O, 將軍澳) | Чёнкуаньоу (округ Сайкун)             | 18 августа 2002 года  |                    |
| 6 | Ханхау (Hang Hau, 坑口)            | Ханхау, Чёнкуаньоу (округ Сайкун)     | 18 августа 2002 года  |                    |
| 7 | Поулам (Po Lam, 寶琳)              | Поулам, Чёнкуаньоу (округ Сайкун)     | 18 августа 2002 года  |                    |
| 8 | ЛОХАС-Парк (LOHAS Park, 康城)      | LOHAS Park, Чёнкуаньоу (округ Сайкун) | 26 июля 2009 года     |                    |

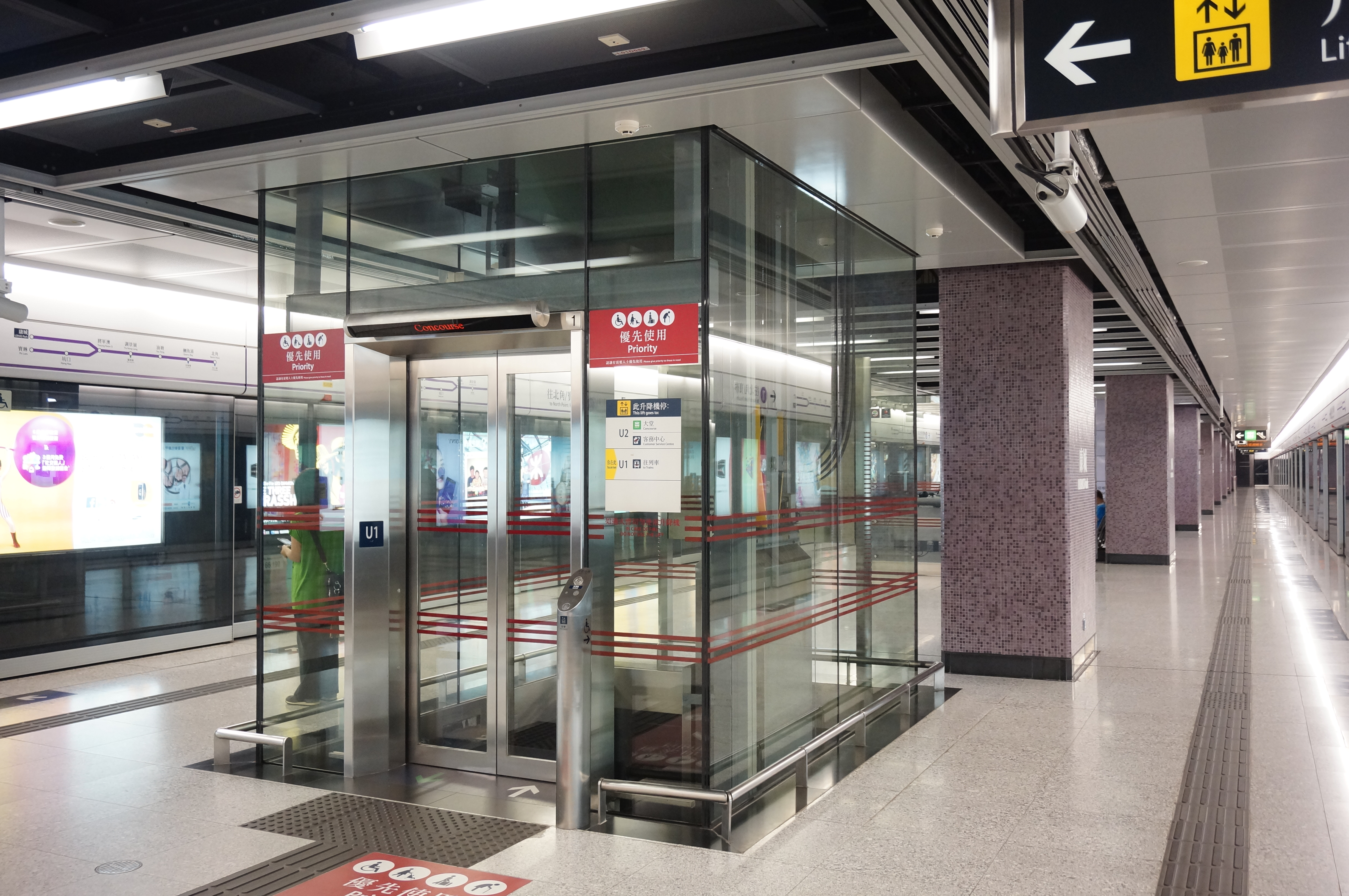
Станция ЛОХАС-Парк
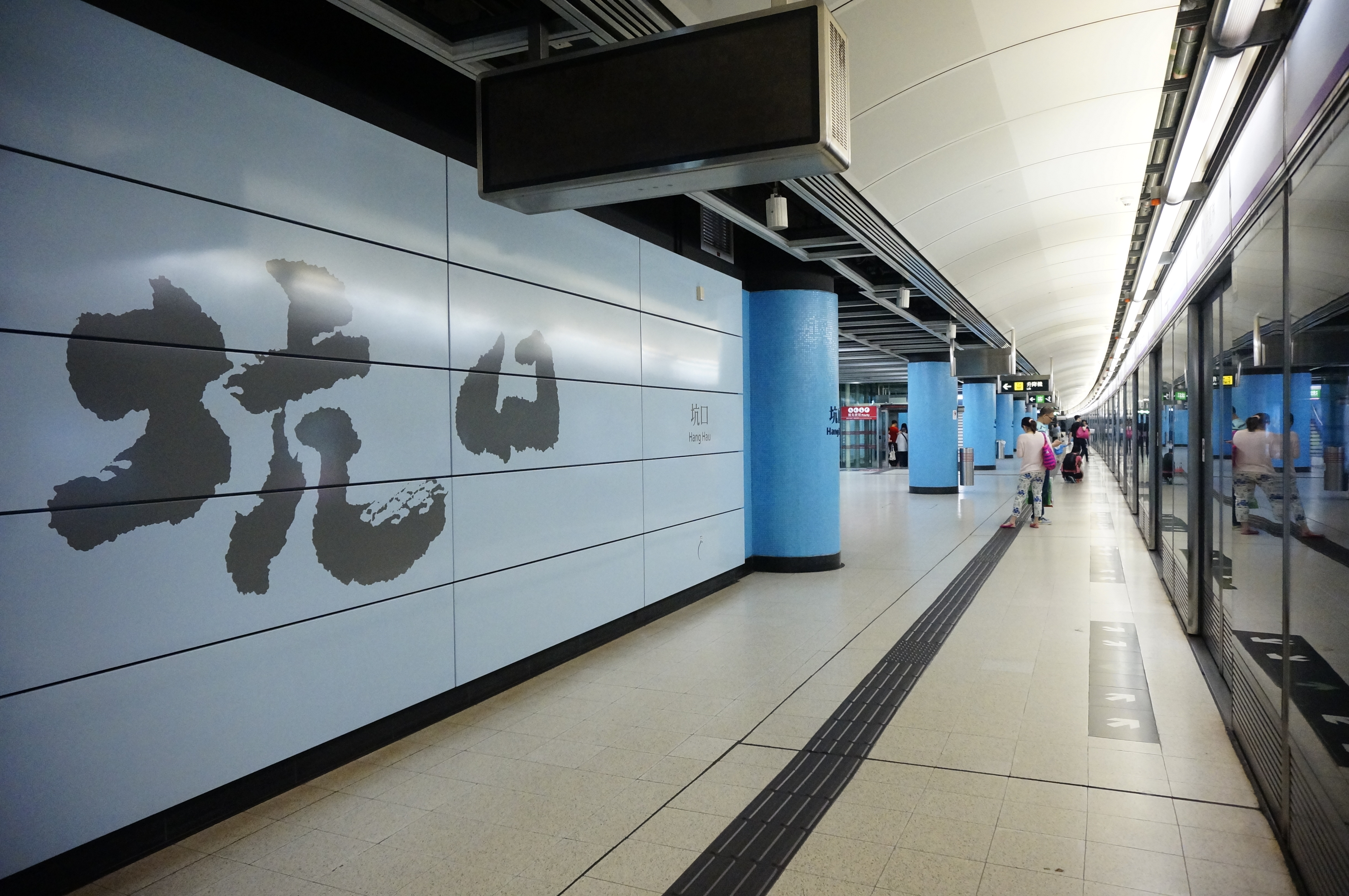
Станция Ханхау
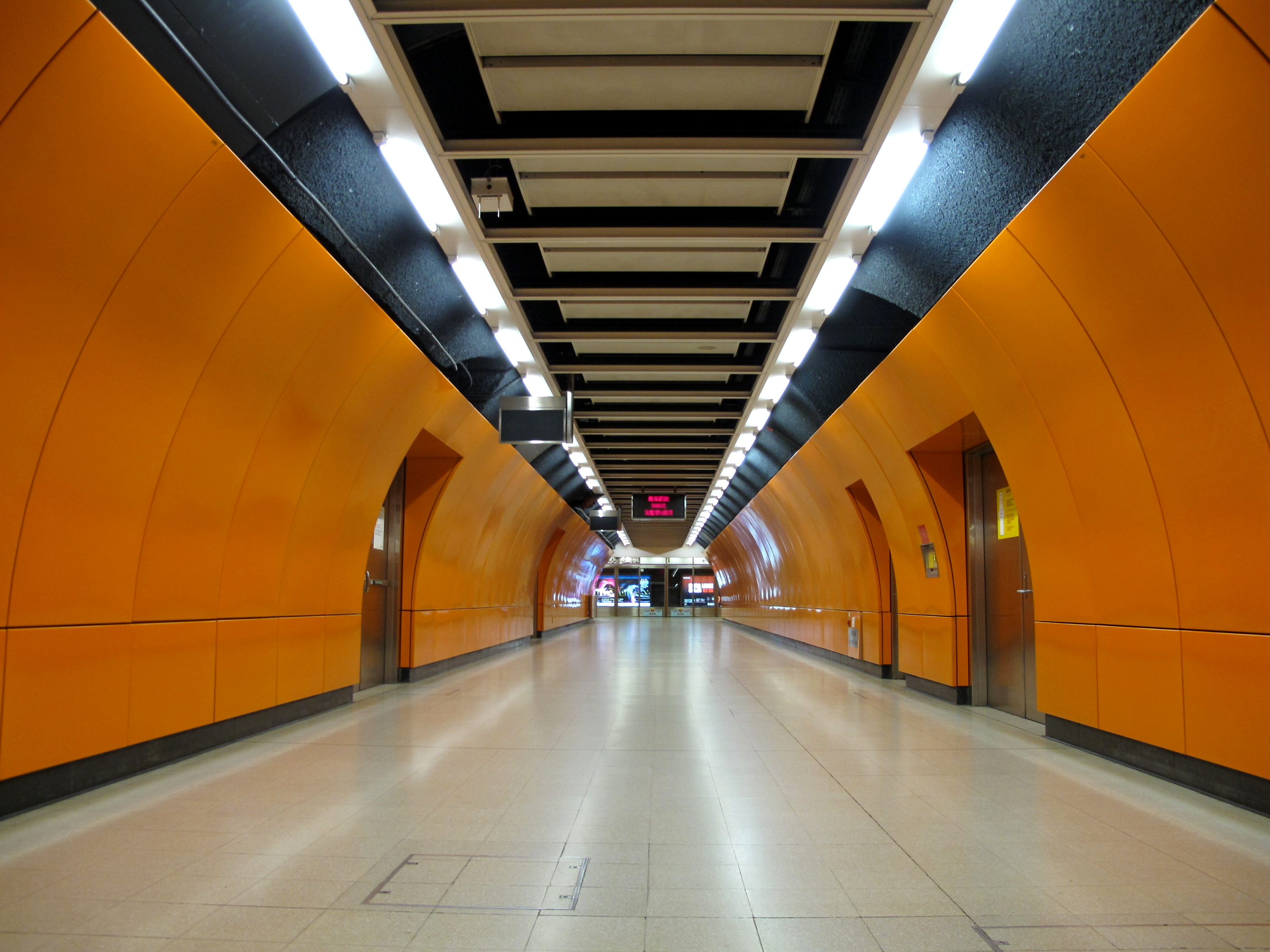
Станция Норт-Пойнт
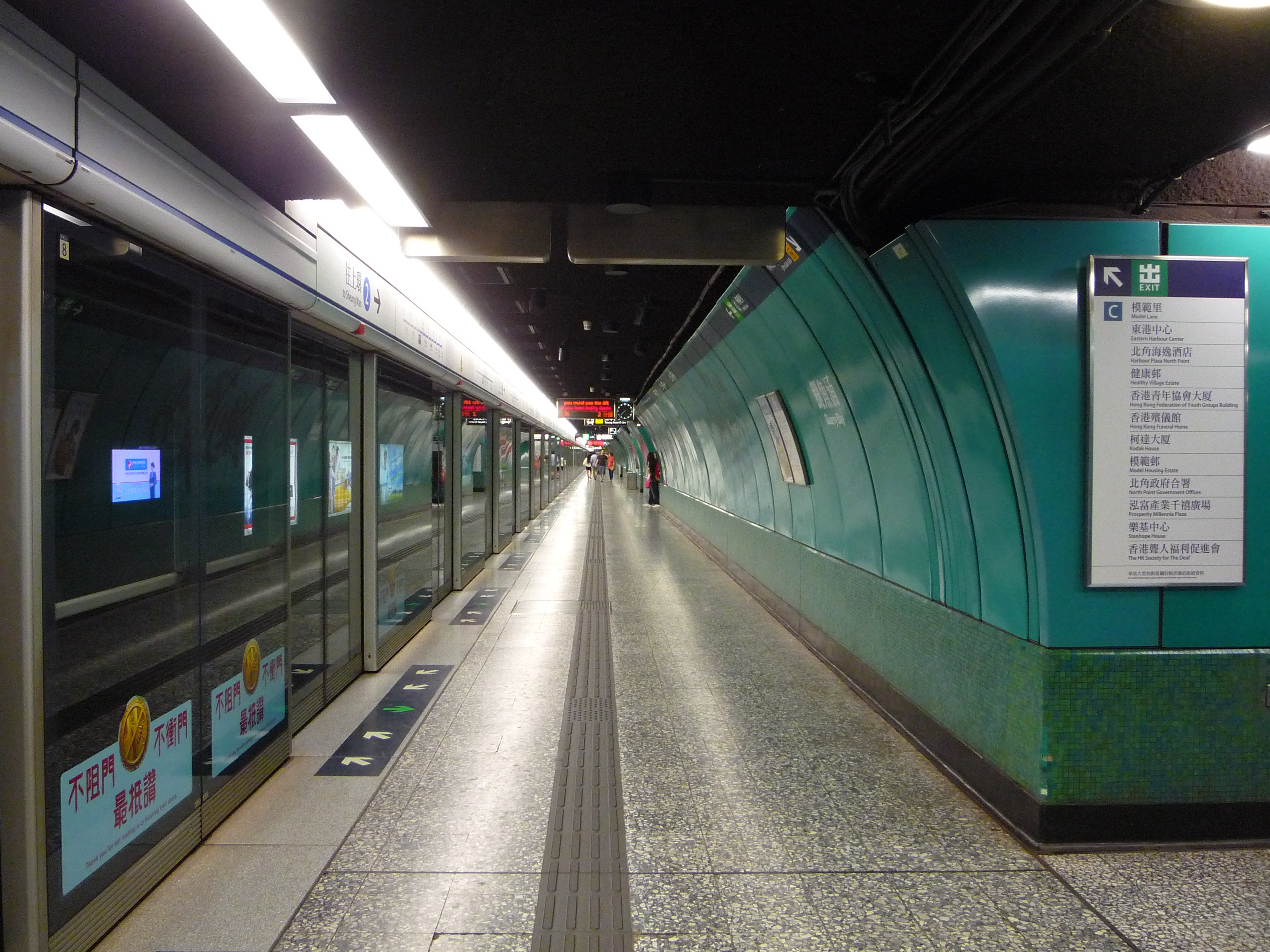
Станция Куорри-Бей